# 戟蕨
戟蕨（学名：Christiopteris tricuspis）为水龙骨科戟蕨属下的一个种。